# Marmorofusus philippii
Marmorofusus philippii is een slakkensoort uit de familie van de Fasciolariidae. De wetenschappelijke naam van de soort werd in 1846 voor het eerst geldig gepubliceerd door Jonas.